# Palmodes
Palmodes is een geslacht van vliesvleugelige insecten van de familie Langsteelgraafwespen (Sphecidae).

## Soorten
- P. melanarius (Mocsary, 1883)
- P. occitanicus (Lepeletier & Serville, 1828)
- P. strigulosus (A. Costa, 1843)